# Lac Swamp
Pour les articles homonymes, voir Swamp.
Le lac Swamp (en anglais : Swamp Lake) est un lac américain dans le comté de Tuolumne, en Californie. Il est situé à 1 532 mètres d'altitude au sein de la Yosemite Wilderness, dans le parc national de Yosemite.